# Mahuea Tholus
Il Mahuea Tholus è una struttura geologica della superficie di Venere.